# Sextiger
Sextiger ist eine österreichische Metal-/Hardrock-Band, wobei es sich hierbei um ein Drahdiwaberl-Nebenprojekt handelt, welches 1983 von Chris Bauer gegründet wurde. Das Markenzeichen von Sextiger sind die „Tigerladies“, die bei jedem Konzert mit komplett mit Tigermuster bemalten Körpern zur Musik tanzen. Wie auch bei Drahdiwaberl wechselt die Besetzung der Band und die der Akteure häufig.

## Geschichte
1983 entsteht im Rahmen des alljährlichen Drahdiwaberl-Schulschlussfestes ein Projekt namens Sextiger, das eigentlich für eine imaginäre „Talentshow“ ins Leben gerufen wurde. Da das Projekt Sextiger allerdings so gut beim Publikum ankommt, entschließt sich Chris Bauer das Projekt in eine feste Band umzuwandeln. Das Konzept der Band besteht zu Beginn nur darin, bei einigen Gruppen in Österreich als Support aufzutreten, um Bekanntheit zu erlangen. Bereits in den ersten Jahren wechselt die Besetzung bis auf die Gitarristen sehr häufig. Den ersten Datenträger veröffentlicht die Band im Sommer 1986 in Form einer Single namens Marianne – Hasse mich. Ihren ersten und einzigen Charterfolg haben Sextiger im Jahre 1987, die Single Tears of Pain schafft es bis auf Platz 6 der Austrocharts von Ö3. 1991 spielen Sextiger mit anderen bekannten Gruppen wie Böhse Onkelz zusammen im Wiener Messepalast. Der Auftritt von Sextiger wird in Form einer VHS Too Hot to Handle verewigt. Die erste CD von Sextiger wird mit dem Namen No Poodles 1994 veröffentlicht. Ihre ersten internationalen Auftritte haben Sextiger 1995 in Hollywood und London. Die Band spielte unter anderem als Support von KISS, Iron Maiden, Motörhead, UFO und Status Quo.
Nach einer langen Pause melden sich Sextiger Jahre später in Form einer Österreich-Tournee zurück, um Material für ihre erste Live-CD, die im Sommer 2003 veröffentlicht wird, zu sammeln. Ende 2005 arbeiten sie wieder an einem neuen Album, welches auch deutsche Texte enthält. Ihr fünftes Album trägt den Namen Paws ’N’ Stripes und wurde im Frühjahr 2006 veröffentlicht.
Ab Februar 2008 beginnen die Arbeiten zu ihrem neuen Album Kill the Bunny, welches noch im gleichen Jahr veröffentlicht hätte werden sollen, allerdings wurde die Veröffentlichung auf Mitte 2010 verschoben.
Seit 2009 ist Chris Bauer auch mit vielen anderen Projekten beschäftigt, u. a. den Rocktiger Proberaumstudios und dem Rocktiger Café in Wien. Im September 2013 wurde das neue Album KIll the Bunny veröffentlicht.

## Diskografie

### Alben
- 1989: Bad Boys of Rock N Roll
- 1994: No Poodles
- 2001: Bad Boys, Power and Some More…
- 2003: Sextiger – LIVE
- 2006: Paws ’N’ Stripes
- 2013: Kill the Bunny

### Singles
- 1986: Marianne – Hasse mich
- 1987: Tears of Pain
- 1987: Too Late

### Videos
- 1991: Too Hot to Handle – LIVE